# Jovan Stanković
Jovan Stanković (en serbio cirílico: Joвaн Cтaнкoвић, n. 4 de marzo de 1971 en Pirot, Yugoslavia) es un exfutbolista y entrenador serbio. Jugó la mayor parte de su carrera en el Estrella Roja de Belgrado y en el RCD Mallorca. Su posición habitual era interior izquierdo. Stanković llegó a ser internacional con la selección de Serbia y Montenegro, con la que disputó la Eurocopa 2000. Actualmente dirige al Águilas Fútbol Club de la Segunda División RFEF.

## Trayectoria como jugador
Jovan Stankovic empezó a desplegar su fútbol en varios equipos de su ciudad. Su gran zurda le permite dar el salto de calidad al incorporarse a la disciplina del Estrella Roja en el 92, el equipo más laureado de Serbia y que precisamente un año antes de su contratación se convertía en el primer equipo de los Balcanes en conquistar la Copa de Europa.

### RCD Mallorca
Stankovic se incorporó a la disciplina del RCD Mallorca en la temporada 95-96, militando el equipo en segunda división y siendo el presidente del club el Doctor Bartolomé Beltrán. Al poco tiempo se hace dueño de la banda izquierda y se gana el cariño de la afición, siendo uno de los artífices del ascenso a primera división la temporada siguiente. Stankovic se convirtió en uno de los mejores extremos de la liga, destacando por su gran desborde, sus pases medidos a los delanteros y sus lanzamientos de falta.
Militando en el RCD Mallorca, y siendo entrenador del equipo Héctor Cúper disputó una final de la Copa del Rey, en la que erró un penalti que podría haber dado el título al RCD Mallorca, y una final de la Recopa. Además, de sus botas salió el último gol del Mallorca en el Lluís Sitjar contra el Celta de Vigo tras un lanzamiento de falta. 
Jovan Stankovic abandonó el Mallorca en el mercado de invierno de la temporada 2000-2001, al ocupar plaza de extra-comunitario y tras reiterados problemas con las lesiones.

### Olympique de Marsella, Atlético de Madrid y regreso al Mallorca
En el año 2000 abandonó las islas para fichar por el O. De Marsella de la mano de Javier Clemente. Al no disfrutar de titularidad y tras una temporada irregular regresó a la segunda división española para ayudar a sacar del infierno al Atlético de Madrid. En la temporada del ascenso cuajó una buena temporada pero en primera se desinfló y el Mallorca lo recuperó, pero para entonces ya no era el jugador de antaño y apenas goza de minutos. La temporada siguiente fichó por la UE Lleida, en el que fue su último año como profesional.

## Trayectoria como entrenador
Tras dejar los terrenos de juego Stanković no se desvincula del mundo del fútbol y ejerce de representante de futbolistas, posteriormente acepta el cargo de segundo entrenador del Beira Mar portugués para dirigirlo junto a su amigo Paco Soler. Más tarde, sería también ayudante en el Atlético Baleares. En su país también estuvo en los cuerpos técnicos del Sindjelic Belgrado, el FK Iskra y el Estrella Roja de Belgrado.
El día 30 de julio de 2020 se oficializó su fichaje por el San Fernando Club Deportivo Isleño de la Segunda División B de España. Tras clasificarlo para la Primera División RFEF, no continuaría en el banquillo del conjunto gaditano durante la siguiente temporada.
El 25 de enero de 2022, se convierte en entrenador del Águilas Fútbol Club de la Segunda División RFEF.

## Clubes como jugador
| Club                  | País       | Año       |
| --------------------- | ---------- | --------- |
| Radnicki Pirot        | Yugoslavia | 1988-1990 |
| Radnicki Nis          | Yugoslavia | 1990-1992 |
| Radnicki Jugopetrol   | Yugoslavia | 1992-1993 |
| Estrella Roja         | Yugoslavia | 1992-1995 |
| RCD Mallorca          | España     | 1996-2000 |
| Olympique de Marsella | Francia    | 2001      |
| Atlético de Madrid    | España     | 2001-2003 |
| RCD Mallorca          | España     | 2003-2004 |
| UE Lleida             | España     | 2004-2005 |

## Clubes como entrenador
| Club                               | País       | Año             |
| ---------------------------------- | ---------- | --------------- |
| Sport Clube Beira-Mar (asistente)  | Portugal   | 2007            |
| Atlético Baleares (asistente)      | España     | 2009-2010       |
| Sinđelić Beograd                   | Serbia     | 2014            |
| Estrella Roja de Belgrado Juvenil  | Serbia     | 2015-2017       |
| FK Iskra Danilovgrad               | Montenegro | 2017            |
| San Fernando Club Deportivo Isleño | España     | 2020-2021       |
| Águilas Fútbol Club                | España     | 2022-Actualidad |

### Campeonatos nacionales
| Título                      | Club                      | País       | Año       |
| --------------------------- | ------------------------- | ---------- | --------- |
| Copa de Serbia y Montenegro | Estrella Roja de Belgrado | Yugoslavia | 1992-1993 |
| Copa de Serbia y Montenegro | Estrella Roja de Belgrado | Yugoslavia | 1994-1995 |
| Copa de Serbia y Montenegro | Estrella Roja de Belgrado | Yugoslavia | 1995-1996 |
| Liga de Serbia y Montenegro | Estrella Roja de Belgrado | Yugoslavia | 1994-1995 |
| Supercopa                   | RCD Mallorca              | España     | 1998-1999 |

## Selección nacional
Ha sido internacional con la R. F. de Yugoslavia.
En el año 2000 disputó la Eurocopa de Bélgica y los Países Bajos.